# 吉田電話
吉田 電話（よしだ でんわ、1986年12月14日 - ）は、日本の俳優。和歌山県出身。劇団クロムモリブデン所属。バウムアンドクーヘン所属。

## 略歴
大阪美術専門学校デザイン学科卒業後、6年間の会社員生活を経て、2014年春、27歳で上京。劇団『クロムモリブデン』の劇団員オーディションに合格し劇団員となる。クロムモリブデンの活動休止後、株式会社バウムアンドクーヘン所属となる。

## 人物
昭和の匂いを漂わせる役者。強烈な変態性と独特の存在感を放ち「悲劇」から「コント」まで演技は幅広い。
- 身長174cm、体重64kg　靴29cm
- 方言：標準語・関西弁
- 趣味・特技：ギター・ベース演奏、散歩、写真撮影

## 主な出演作品

### 舞台
- 劇団献身「知ラン・アンド・ガン!」作・演出：奥村徹也（2020）
- 「ご臨終」作 山崎洋平 演出 熊野利哉（2020）
- 「嫌いだ〜脚本家の憂鬱〜」作：小路紘史　演出：倉本朋幸（2019）
- 「盆栽」作：小路紘史　演出：倉本朋幸（2019）
- 劇団献身「死にたい夜の外伝」作・演出：奥村徹也（2018）
- クロムモリブデン「たまには海が泳げ!」作・演出：青木秀樹（2018）
- 吉田電話一人芝居 第一回 吉田見本市「三年目の吉田」作・演出：松本哲也・横山拓也・山田百次（2017）
- ノエノ!と7%竹「スタディー・イン・ニュージーランド」作：木乃江祐希 演出：ノエノ!7%竹（2017）
- クロムモリブデン「空と雲とバラバラの奥さま」作・演出 青木秀樹（2017）
- 小松台東「明るい家族、楽しいプロレス！今日も息子がウィ〜と叫ぶ」作・演出：松本哲也（2016年9月）
- クロムモリブデン「翼とクチバシもください」作・演出：青木秀樹（2016年5月）
- 上野くん、電話です「もっとも迷惑な客死」作・演出：上野友之（2015年11月）
- 劇団競泳水着「嗾け上手の初恋」作・演出：上野友之（2015年9月）
- 劇団競泳水着　大阪部Vol.１「惑ひ」作・演出：上野友之（2015年7月）
- クロムモリブデン「七人のふたり」作・演出：青木秀樹（2015年5月）
- 僕たちが好きだった川村紗也Vol.１「山笑う」作・演出：松本哲也（2014年12月）
- クロムモリブデン「こわくないこわくない」作・演出：青木秀樹（2014年8月）
- 山本試験紙 vol.2「ピクトグラム」作：山本試験紙、演出：杉本達、倉本朋幸（2024年5月）[1]

### TV
- Eテレ「ムジカ・ピッコリーノ」
- WOWOW「ザ・モキュメンタリーズ～カメラがとらえた架空世界～」#2（2021）
- BSフジ「シンギュラリTV2043」#2（2020年）
- BSフジ 「TOKYOストーリーズ」#2（2019年）
- NTV 「探偵が早すぎるSP」
- NHK 「西郷どん」
- NTV 「だが、情熱はある」#5（2023年）
- WOWOW「PORTAL-X 〜ドアの向こうの観察記録〜」#2（2024年）[2]

### CM
- コスモウォーターPV「家族の小さな物語｜思うつぼ」篇
- ワンデー アキュビュー® オアシス®  瞳思いラボ「摩擦ゼロ」篇
- フードパンダTVCM「ファミリー」篇
- 【TIPSTAR】予想神決定戦｜大楠賞G3 篇

### その他
- ウルフルズ MV「ウル盤 ザ・ムービー 君に会えてよかった」